# 上甑島

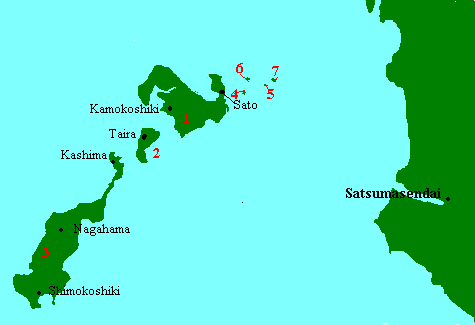
甑島列島と本土、一番北(1)が上甑島、中央(2)が中甑島

上甑島（かみこしきしま）は、東シナ海の甑島列島北部にある離島。鹿児島県薩摩川内市に属する。かつては上甑島南部と中甑島を合わせてひとつの自治体だったため、ここでは中甑島（なかこしきしま）についても記述する。「甑島」の名は上甑島南西にある「甑」（蒸籠）の形をした巨石を甑大明神として崇拝したことに由来し、かつては子敷島、古志岐島とも書いた。

## 地理
甑島列島は鹿児島県いちき串木野市の沖合約45 kmにある列島であり、その北端にあるのが上甑島、中央にあるのが中甑島である。両島に付随する小規模な無人島もあり、中甑島は集落名から平良島（たいらじま）または単に平良と呼ばれることもある。面積は上甑島が44.14 km2、中甑島が7.31 km2である。上甑島の面積は鹿児島県の離島中第10位である。2020年（例話2年）の国勢調査による人口は上甑島1,862人、中甑島186人、合わせて2,048人である。最高標高地点は上甑島が423 mの遠目木山、中甑島が294 mの木の口山である。
全体的に山肌が海にせまり、沖積平野の発達が極めて少ないが、下甑島と比べると上甑島と中甑島には比較的緩やかな丘陵が広がる。上甑島は縦の変化に乏しい一方で、里集落の陸繋砂州（トンボロ）、3つの池と東シナ海とが砂州で区切られた長目の浜、奥地まで海が入り組んだリアス式海岸の浦内湾など、横の地形的な変化が豊かである。甑島列島の平均気温は18.5度と温暖であり、本土の同緯度地域（阿久根市）よりもやや気温が高い。夏・秋には台風、冬には季節風の影響を強く受ける。台風の影響は列島の西海岸よりも東海岸のほうが著しい。降水量は年2,500 mmほどであり、本土（鹿児島市）よりもやや降水量が多い。
大字
- 里地域 - 里町里（さと）
- 上甑地域 - 上甑町中甑（なかこしき）、上甑町中野（なかの）、上甑町江石（えいし）、上甑町小島（おしま）、上甑町瀬上（せがみ）、上甑町桑之浦（くわのうら）

※上甑町平良（たいら）は中甑島全域とその周辺の無人島からなる。

### 小島・岩礁
国土地理院地図（抄）。陸繋した浜辺や海礁上の小岩、無名の岩を除く。
- 黒神 - 上甑島東端の射手崎から5 kmほど西北西沖。
- 犬島、松島、筒島、野島、双子島、沖の島、大瀬、近島 - 射手崎のすぐ東側沖に点在する小島群。
- 冠崎、殿崎、板倉瀬、八網代 - 上甑島東側沖。
- 小島（2か所）- 上甑島南側沖。
- 中島 - 上甑島と中甑島を結ぶ橋が掛かる。
- 辰丸 - 上甑島浦内湾内。
- 境瀬、掛平瀬、サクイバ瀬 - 上甑島西側沖。
- 大瀬、西崎 - 上甑島北端部沖。
- 平瀬、白崎、沖の瀬上、黒瀬 - 中甑島沖

## 歴史
里遺跡は甑島列島唯一の縄文土器が出土した遺跡である。里遺跡、江石遺跡、桑之浦遺跡からは、弥生土器、土師器、須恵器などが出土している。上甑島の桑之浦には神功皇后の三韓征伐に関する伝説が残る。奈良時代には薩摩隼人族の一根拠地（甑島隼人）だったと推測される。平安時代初期に編纂された『続日本紀』には遣唐使船が甑島に停泊したことが記され、中期に編纂された『和名抄』には「甑島郡管管」、「甑島」という名前が登場する>。甑島列島の各地に平家の落人伝説が残っている。鎌倉時代中期から370年間、13代に渡って小川氏が統治を行ない、この時代から行政単位が上下（上甑島・中甑島、下甑島）ふたつに区分された。里には承久の乱で功績を挙げた小川季直が築城した亀城（かめじょう）があり、近隣の鶴城と合わせて鶴亀城と呼ばれている。1595年（文禄4年）、小川氏は本土の日置郡田布施（現南さつま市）に移封されて甑島の統治から離れた。
江戸時代には島津藩の直轄地となって地頭（領主）が派遣され、上甑島では里と中甑に地頭仮屋が置かれた。甑島列島は天草諸島や長崎と同じくキリシタン文化を受け入れた場所のひとつであり、1638年（寛永15年）には甑島列島に潜んでいた島原の乱の残党35人が処刑されて殉教した。1871年（明治4年）には鹿児島県に所属。1889年（明治22年）に町村制が施行されると、上甑島7村と中甑島1村が甑島郡上甑村（かみこしきむら）となり、役場は中甑に置かれた。1891年（明治24年）には山地によって隔てられている里が上甑村から分離して里村（さとむら）となり、上甑島・中甑島はそれから1世紀以上も2村体制が続いた。明治10年代には台風・飢饉・悪疫流行などがあり、上甑島からは種子島に33戸、本土の薩摩郡高江村（現薩摩川内市）に6戸が移住した。1896年（明治29年）には甑島郡が薩摩郡に編入。1901年（明治34年）には上甑島に本土からの海底電信が到達し、九州商船によって串木野航路が開かれた。
里村は上甑島の東側半分を占め、単独で村を構成する大字里に人家が集中していた。上甑村は上甑島の西側半分と中甑島の全域を占め、役場がある中甑に加えて、中野、江石、小島、瀬上、桑之浦（いずれも上甑島）、平良（中甑島）の計7つの大字に人家が分散していた。1950年（昭和25年）時点での上甑島と中甑島を合わせた人口は11,166人だったが、1951年（昭和26年）に九州を襲ったルース台風では甑島列島も大きな被害を受け、里では護岸が900 mに渡って破られたほか、500もの住居が潮水に呑まれた。1950年から1980年までの人口減少が著しく、30年間で約60%も減少した。甑島列島の4自治体はいずれも薩摩郡に属していたが、2004年（平成16年）に本土の川内市ほか4町と新設合併し、薩摩川内市となった。市町村合併時に甑島にある大字は「従前の村名を町名とし、従前の大字名に冠したものをもって大字とする」としたため、薩摩郡里村大字里が薩摩川内市里町里、薩摩郡上甑村大字中甑が薩摩川内市上甑町中甑などという表記をされている。

### 行政区画の変遷
| 郡     | 明治22年以前 | 明治22年            | 明治23年-明治45年 | 大正1年-大正15年 | 昭和1年-昭和64年 | 平成1年-現在                        |
| 薩摩郡 | 里村         | 明治22年合併 上甑村 | 明治24年 里村     | 里村             | 里村             | 平成16年川内市ほかと合併 薩摩川内市 |
| 薩摩郡 | 中甑村       | 明治22年合併 上甑村 | 明治24年 上甑村   | 上甑村           | 上甑村           | 平成16年川内市ほかと合併 薩摩川内市 |
| 薩摩郡 | 中野村       | 明治22年合併 上甑村 | 明治24年 上甑村   | 上甑村           | 上甑村           | 平成16年川内市ほかと合併 薩摩川内市 |
| 薩摩郡 | 江石村       | 明治22年合併 上甑村 | 明治24年 上甑村   | 上甑村           | 上甑村           | 平成16年川内市ほかと合併 薩摩川内市 |
| 薩摩郡 | 小島村       | 明治22年合併 上甑村 | 明治24年 上甑村   | 上甑村           | 上甑村           | 平成16年川内市ほかと合併 薩摩川内市 |
| 薩摩郡 | 瀬上村       | 明治22年合併 上甑村 | 明治24年 上甑村   | 上甑村           | 上甑村           | 平成16年川内市ほかと合併 薩摩川内市 |
| 薩摩郡 | 桑之浦村     | 明治22年合併 上甑村 | 明治24年 上甑村   | 上甑村           | 上甑村           | 平成16年川内市ほかと合併 薩摩川内市 |
| 薩摩郡 | 平良村       | 明治22年合併 上甑村 | 明治24年 上甑村   | 上甑村           | 上甑村           | 平成16年川内市ほかと合併 薩摩川内市 |

### 人口数の変遷
出典 : 国勢調査
里地域 上甑地域
2004年に川内市などと合併して薩摩川内市の一部となった。
| 1920年（大正9年）  |  | 計8,526人（里村3,009人、上甑村5,517人）     |
| 1930年（昭和5年）  |  | 計9,052人（里村3,174人、上甑村5,878人）     |
| 1940年（昭和15年） |  | 計8,981人（里村2,928人、上甑村6,053人）     |
| 1950年（昭和25年） |  | 計11,166人（里村3,870人、上甑村7,296人）    |
| 1960年（昭和35年） |  | 計9,448人（里村3,357人、上甑村6,091人）     |
| 1970年（昭和45年） |  | 計5,609人（里村2,183人、上甑村3,426人）     |
| 1980年（昭和55年） |  | 計4,648人（里村1,920人、上甑村2,728人）     |
| 1990年（平成2年）  |  | 計4,068人（里村1,753人、上甑村2,315人）     |
| 2000年（平成12年） |  | 計3,525人（里村1,517人、上甑村2,008人）     |
| 2010年（平成22年） |  | 計2,796人（里地域1,260人、上甑地域1,536人） |
| 2020年（令和2年）  |  | 計2,048人（里地域1,026人、上甑地域1,022人） |

## 交通

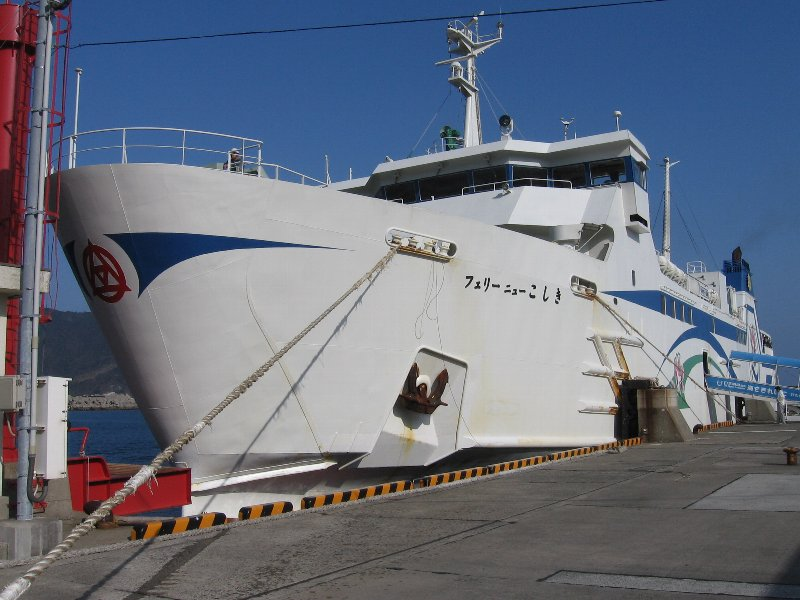
フェリーニューこしき

### 島外交通
本土から甑島列島までの主要な交通手段は、甑島商船が薩摩川内市の川内港ターミナルから運航している「高速船甑島」と、いちき串木野市の串木野新港から運航している高速船とフェリーである。「高速船甑島」と「フェリーニューこしき」は、一日あたりそれぞれ往復2便が運航されており、高速船は上甑島の里港まで約50分、フェリーは約75分である。起点は「高速船甑島」が川内港ターミナルで、「フェリーニューこしき」は串木野新港である。便によって立ち寄り先が異なる。老朽化した「高速船シーホーク」の代替船として「高速船甑島」が2014年（平成26年）春に就航した。新幹線800系電車「つばめ」など、九州地方の輸送機関のデザインを数多く手掛けている水戸岡鋭治がデザインを担当した。「フェリーニューこしき」はこれまで通り串木野新港を発着するが、高速船甑島の本土側発着所は甑島列島が属する薩摩川内市の川内港ターミナルに移設された。

### 島内交通

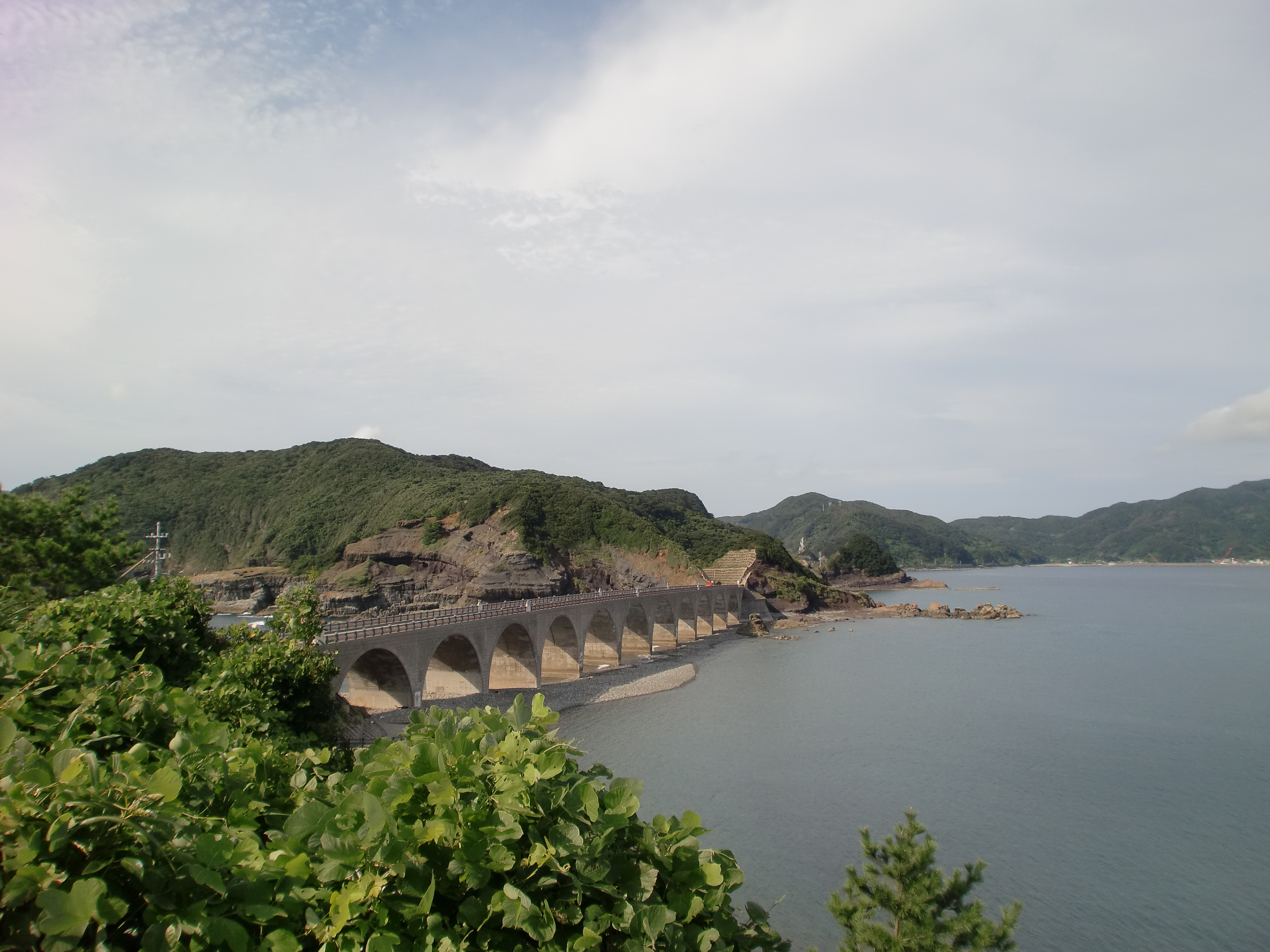
中島と中甑島を結ぶ鹿の子大橋

上甑島と中甑島では南国交通によって「甑ふれあいバス」（里・上甑地域コミュニティバス）という名称の定期路線バス（薩摩川内市甑島コミュニティバス）が運行されている。甑ふれあいバスは里線、浦内・桑之浦線、平良線、江石線の4路線に分かれており、すべての路線が中甑にある南国交通の営業所を始発としている。里線は中甑- 中野-里を結び、浦内・桑之浦線は中甑-小島-瀬上- 桑之浦を結び、平良線は中甑-平良を結び、江石線は中甑-江石を結んでいる。江石線の上り便（中甑行き）はデマンド運行となり、事前の予約が必要である。江石線の下り便（江石行き）は条件付き運行となり、中甑港で乗客がいる場合のみ江石まで運行する。
上甑島の南には無人島の中島を挟んで中甑島があり、1993年（平成5年）に開通した甑大明神橋（上甑島-中島）と鹿の子大橋（中島-中甑島）の2本の橋が架かっている。中甑島と下甑島は最狭部で1.3 kmほどであり、2020年（令和2年）にはこの間に全長1,533 mの甑大橋が開通した。中島と中甑島、中甑島と下甑島は海で隔てられてはいるが、前者の間には沖の串と呼ばれる浅瀬があり、また後者の間にも沖の瀬上やヘタノ瀬上などの浅瀬があるため、かつては上甑島から下甑島まで一続きの島であったと考えられている。甑大明神橋・鹿の子大橋の架橋前も、干潮時には上甑島と中島、中島と中甑島が陸続きになったという。
観光船「かのこ」という名称の観光遊覧船が中甑港発着で運航されている。「かのこ」は西海岸コースと東海岸コースがあり、いずれも上甑島の中甑港を出港する。西海岸コースは甑大明神橋をくぐって島の東岸に出た後、下甑島の西岸に沿って南下し、鹿島断崖、山から海に滝が流れ落ちる内川内海岸、海食崖が垂直にそびえ立つコシ瀬、数百トンの巨石が崖に腰かけている壁立断崖、ナポレオンの横顔に似た奇石ナポレオン岩などを間近に見る。ナポレオン岩を過ぎてから180度向きを変えてルートを引き返し、中甑島と下甑島の海峡を東進して中甑島の東岸に出て、北上して中甑港に着く。東海岸コースは中甑港を出港して南下し、中甑島東南端にある小島（弁慶島）との間をすり抜けて下甑島の東岸を進む。下甑島の地峡部付近で引き返し、来たルートをそのまま引き返して中甑港に着く。

## 自然・地形・地質

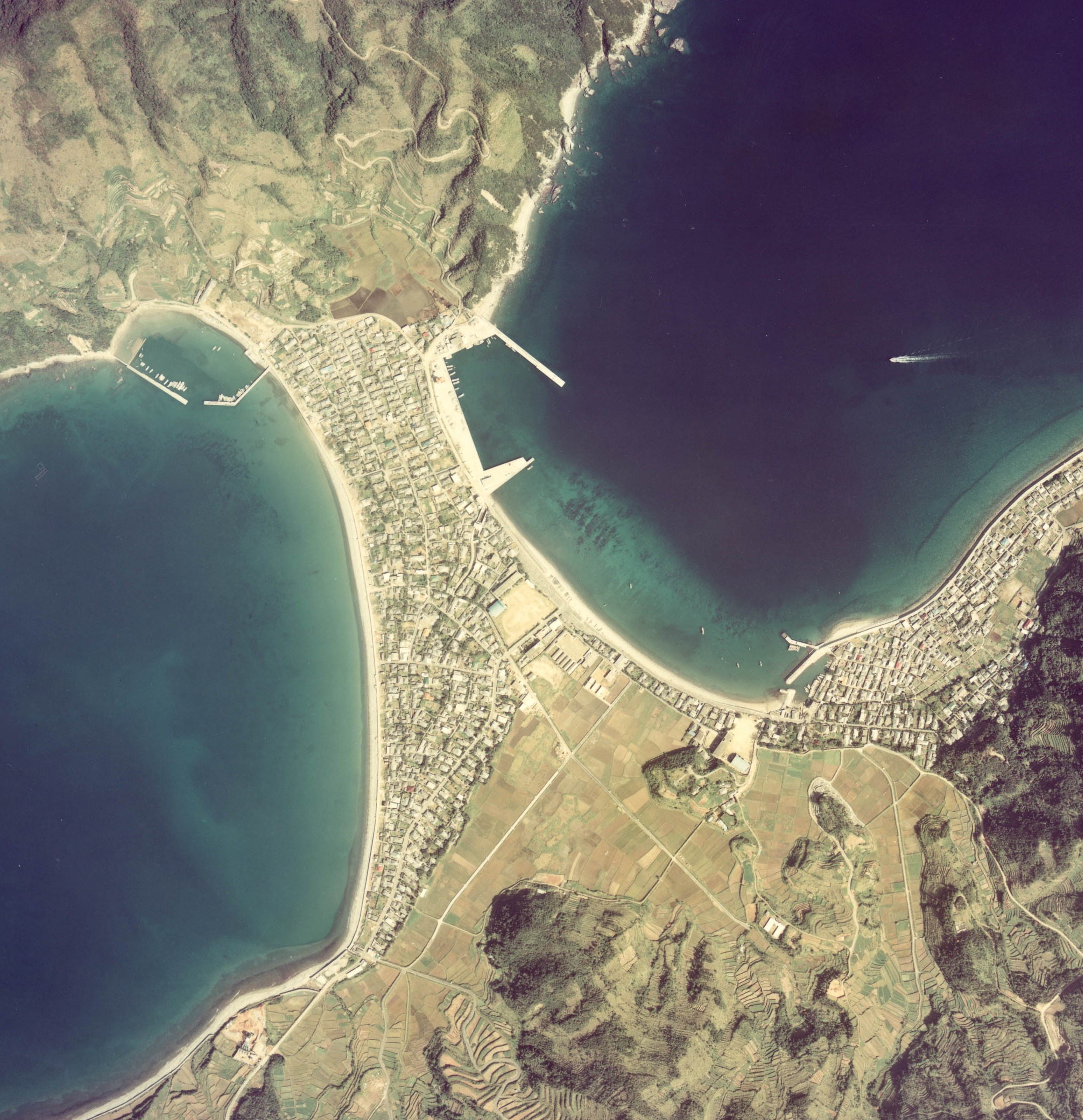
里集落の陸繋砂州

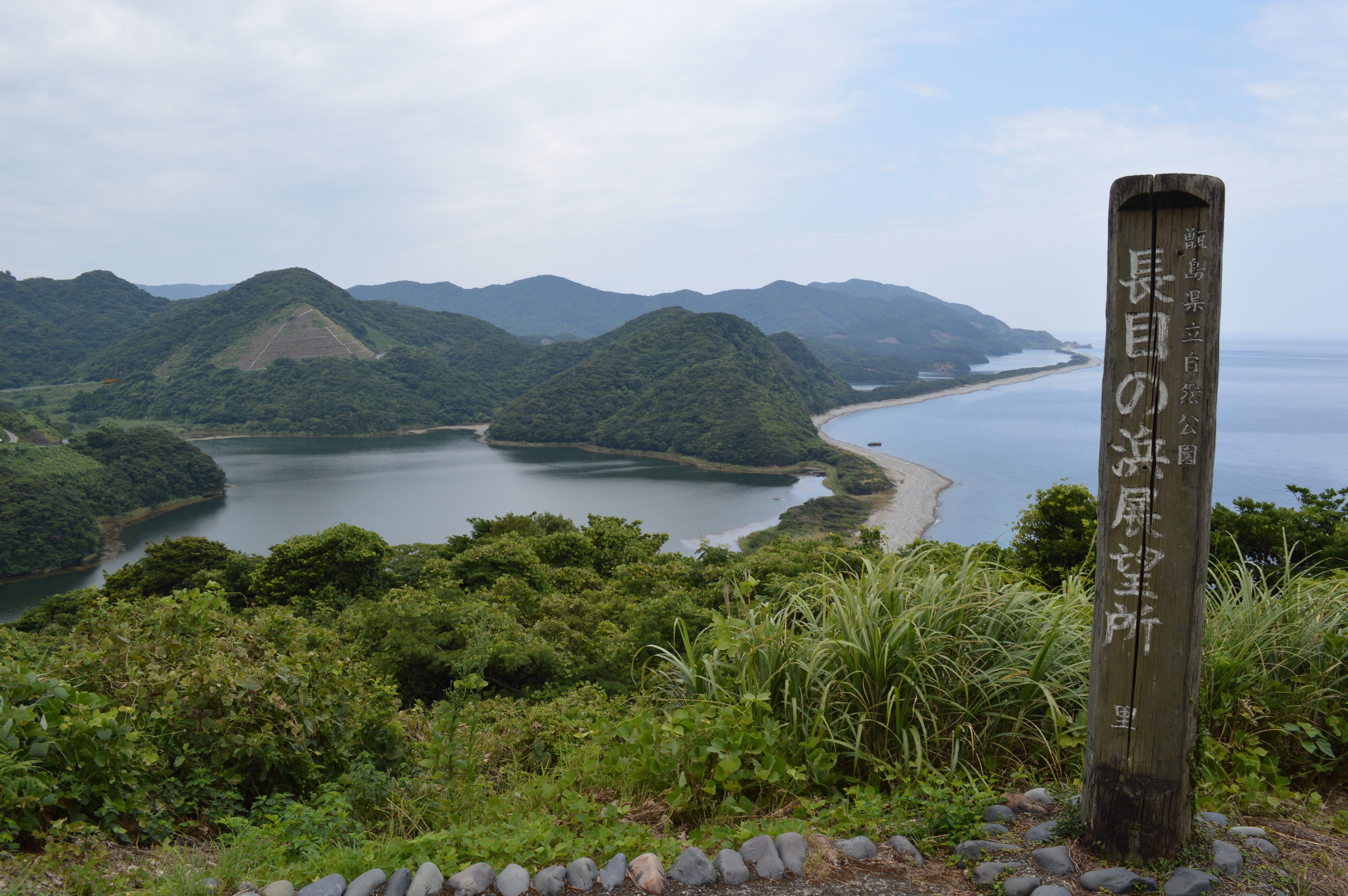
長目の浜の湖沼群

甑島列島には約8000万年前の白亜紀の地層が残っている。1981年（昭和56年）には甑島列島が甑島県立自然公園に指定された。中甑島北部には巨大な正断層である鹿の子断層があり、北西-南東方向に発達した断層が露頭している。甑島列島は熱帯性の木生シダであるヘゴの自生北限地のひとつであり、「ヘゴ自生北限地帯」の名称で国の天然記念物に指定されている。島内に生息するカラスバトは種として国の天然記念物指定を受けている。薩摩川内市の市花はカノコユリであり、甑島列島はカノコユリの日本唯一の自生地とされている。
上甑島北端にある遠見山はかつて独立した島だったが、流砂によって上甑島本島と陸続きとなり、沿岸流と波の作用で海底の砂礫が水面上に現れたのが陸繋砂州（トンボロ）である。砂州の全長は約1,400 m、全幅は最狭部で250 m、標高2.3 mであり、半島のように突き出た遠見山と島の南側をつないでいる。
上甑島の里には小川氏の統治時代の名残である武家屋敷通りがあり、玉石垣が特徴である。2009年、国土交通省によって日本の有人離島にある優れた景観を選定する「島の宝100景」に、里の武家屋敷跡が選出された。
上甑島には長目の浜と呼ばれる、大小3つの池が砂州によって海と隔てられた景勝地がある。北からなまこ池（海鼠池）、貝池、鍬崎池（かざきいけ）であり、隣接しており似たような地形を持ちながらもそれぞれ塩分濃度や成層状態が異なっている。直接海と通じているわけではなく、礫洲を通じて湖水・海水の交換が行なわれるため、水位の変化は日本の他の汽水湖沼と比べて極めて小さい。これらの池は数千年前まで海岸線が入り組んだ入江だったが、崖の崩壊で崩れ落ちた岩石が堆積し、海面下で細長い洲となった。浜は10 cm×5 cm×3 - 4 cm程度の礫が積み重なった礫浜であり、やがて海面が降下して砂州が地上に現れ、現在の長目の浜が形成された。第2代薩摩藩主の島津光久が景観を「眺めの浜」と称えたことが名称の由来である。1972年（昭和47年）には鹿児島県立自然公園に指定された。
なまこ池は面積55ヘクタール、最大水深24 mの汽水池であり、薩摩藩の時代に大村湾から搬送中に入れられたとされる海鼠が名称の由来である。貝池は面積16ヘクタール、最大水深11 mの汽水池である。上部は流れ込んだ雨水で低濃度の塩水となり、下部は春から夏に侵入した海水が停滞して高濃度の塩水となっている（部分循環湖）。下部の海水層は多量の硫化水素を含んでおり、特別な微生物しか生息できない。水深約5 mにある上部と下部の境目にはクロマチウムという光合成硫黄細菌が濃密に分布し、20 cmの厚さの赤紫色の帯が広がっている。長目の浜からやや東側に離れて須口池があり、上述の3つの池と合わせて「甑四湖」と呼ばれる。須口池はほぼ淡水であり、ウナギやボラが生息している。甑四湖はいずれも、離島にある湖沼としては規模が大きく、面積0.56 km2のなまこ池は日本で第3位、面積0.16 km2の貝池と鍬崎池は5位（同面積）、面積0.10 km2の須口池は8位である。

## 経済
2010年（平成22年）の国勢調査による甑島列島の産業分類別就業者数は、第一次産業が12.3%、第二次産業が19.4%、第三次産業が68.1%であり、第一次産業の内訳は農業が1.3%、林業が0%、水産業が10.9%である。就業者数・総生産額ともに、平均に比べて第一次産業（特に水産業）が大きな割合を占めている。
甑島列島周辺海域はアジ、サバ、ブリなどの回遊魚に加え、キビナゴ、バショウカジキ、アワビなどの水産資源が豊富で、鹿児島県内有数の漁場となっている。甑島漁協の水揚げ量の45%を刺網漁業で漁獲したキビナゴが占め、5月から7月の夏期がキビナゴ漁の最盛期である。上甑島の浦内湾はリアス式海岸をなし、1950年（昭和25年）から真珠の養殖を行なっている。
2009年（平成21年）の上甑島への観光客は約21,400人、中甑島への観光客は約1,700人だった。キャンプ場や海水浴場などが整備されている。里にある甑島風力発電所は1990年（平成2年）に運転を開始した、日本で初めて実用化された風力発電所であり、観光名所のひとつとなっている。

## 教育
いずれも薩摩川内市立
|              | 区分   | 所在島 | 所在大字 | 学校名     | 開校/閉校年                 |
| ------------ | ------ | ------ | -------- | ---------- | --------------------------- |
| 現存する学校 | 中学校 | 上甑島 | 里       | 里中学校   | 1947年開校                  |
| 現存する学校 | 小学校 | 上甑島 | 里       | 里小学校   | 1882年開校                  |
| 現存する学校 | 小学校 | 上甑島 | 中津     | 中津小学校 | 1877年開校                  |
| 閉校した学校 | 中学校 | 上甑島 | 中甑     | 上甑中学校 | 1947年開校、2024年3月末閉校 |
| 閉校した学校 | 小学校 | 上甑島 | 瀬上     | 浦内小学校 | 1903年開校、2008年3月末閉校 |
| 閉校した学校 | 小学校 | 中甑島 | 平良     | 平良小学校 | 1879年開校、2011年3月末閉校 |

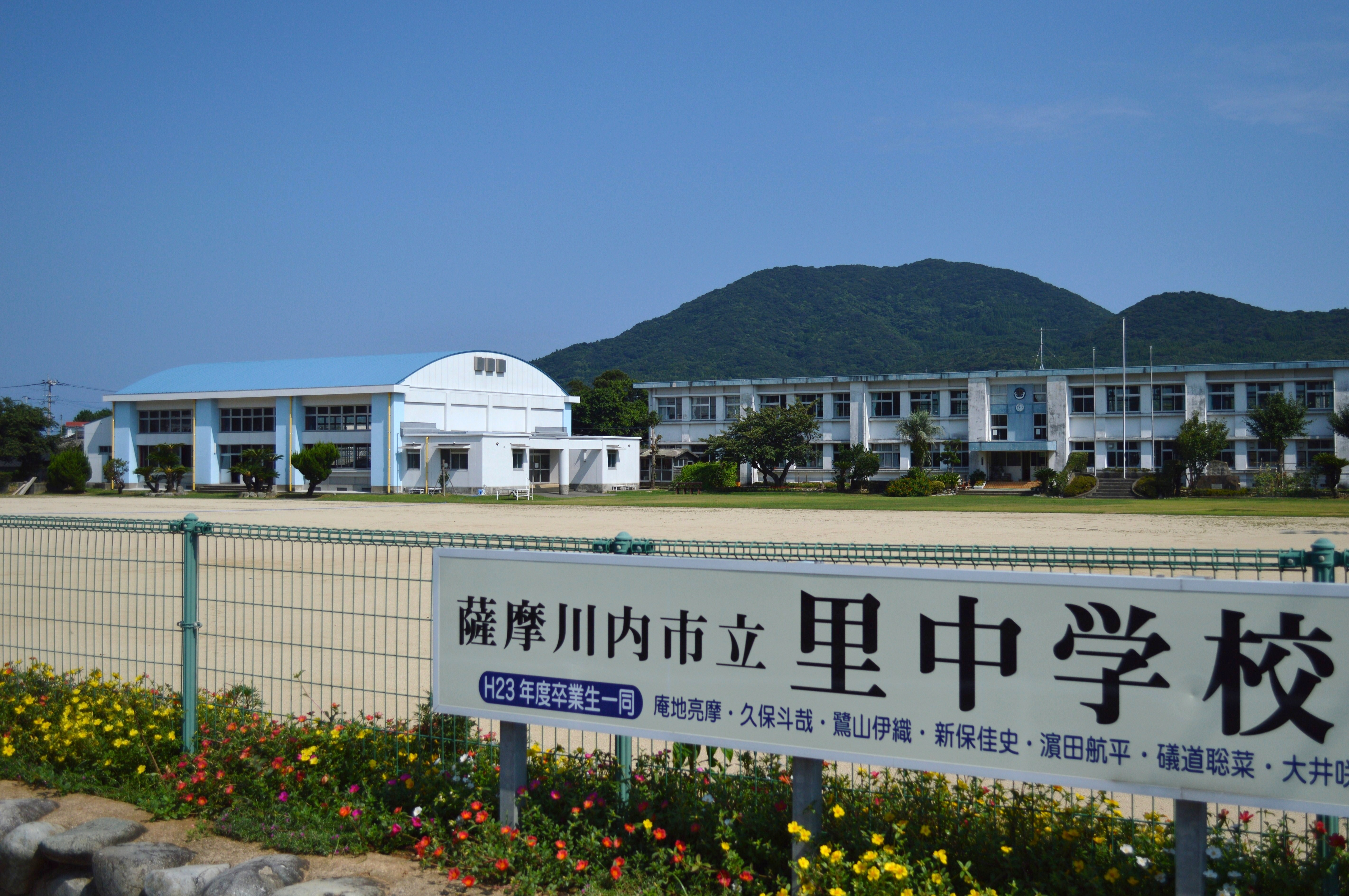
里中学校

2024年（令和6年）時点で上甑島には薩摩川内市立中学校が1校、市立小学校が2校所在する。2023年5月1日時点の中学校の生徒数は、里中学校が36人であり、各小学校の児童数は、里小学校が41人、中津小学校が21人である。甑島列島内に高校はなく、中学校卒業生の多くは本土に引っ越して本土の高校に進学する。

### 学校の統廃合
2004年（平成16年）の合併後、薩摩川内市は大規模な小中学校の統廃合を進めた。上甑島の瀬上には浦内小学校があったが、2008年（平成20年）に中甑の中津小学校に統合された。中甑島の平良には平良小学校と平良中学校があったが、2001年（平成13年）には平良中学校が閉校となって上甑中学校に編入された。平良小学校は2011年（平成23年）に閉校となって中津小学校に統合された。現在、中甑島に住む児童生徒は橋を越えて上甑島の学校まで通っている。2024年に上甑島にある2つの中学校、里中学校と上甑中学校は、上甑中学校が閉校となって里中学校に統合された

## 文化

### 内侍舞
上甑島・中甑島の8集落には内侍舞（ないしまい）が伝承されている。中学生女子が舞妓となり、11月に里の八幡神社で行なわれる内侍舞は鹿児島県指定民俗文化財となっている。現在でも内侍舞が伝承されている地域は、鹿児島県では上甑島・中甑島と十島村（トカラ列島）だけとされている。地元では内侍舞という言い方はせず、「メシジョウ」「マチジョウ」などと呼んでいる。

## ギャラリー

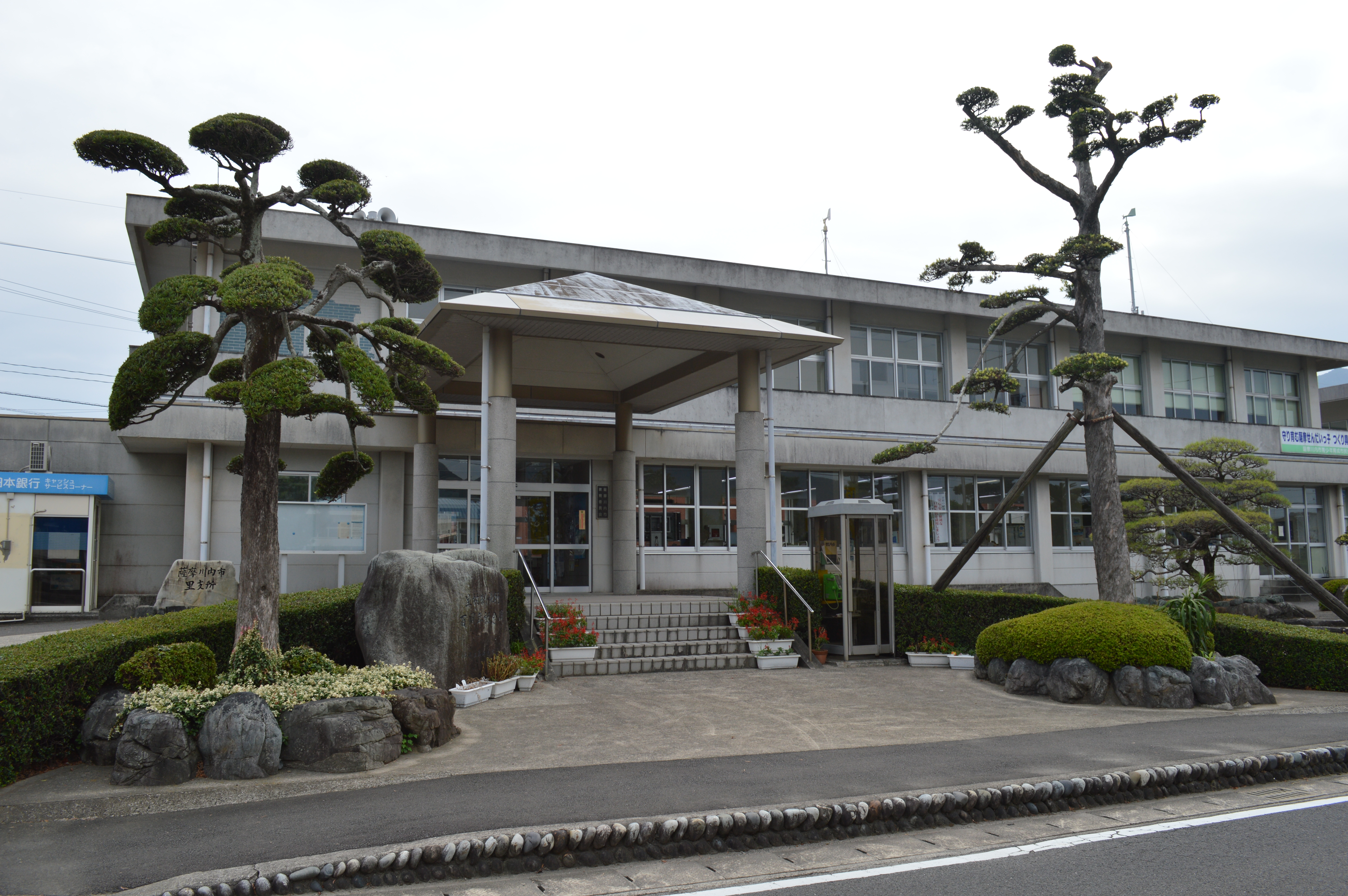
薩摩川内市役所里支所（里）
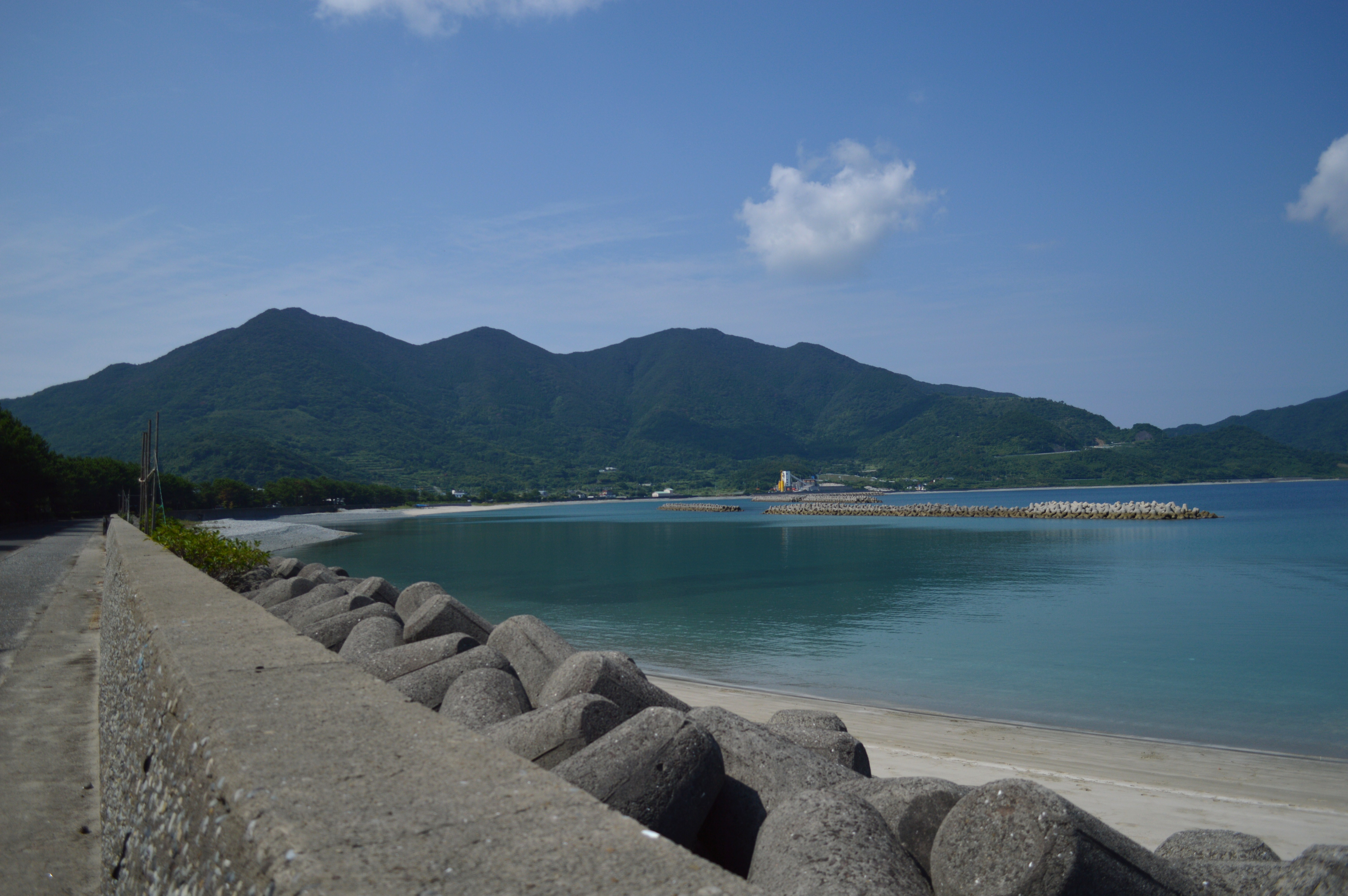
西之浜海水浴場（里）
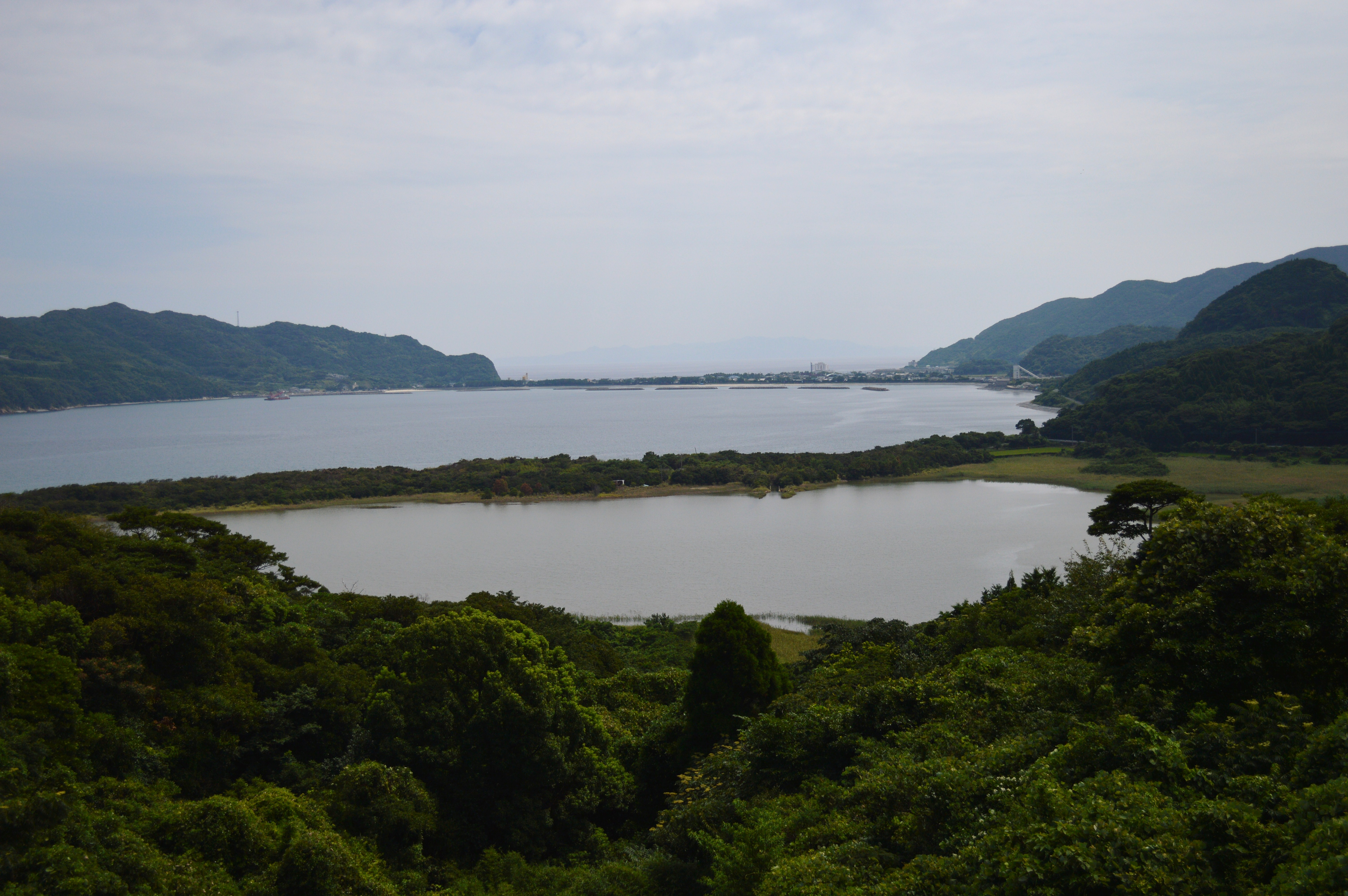
里集落の陸繋砂州（里）
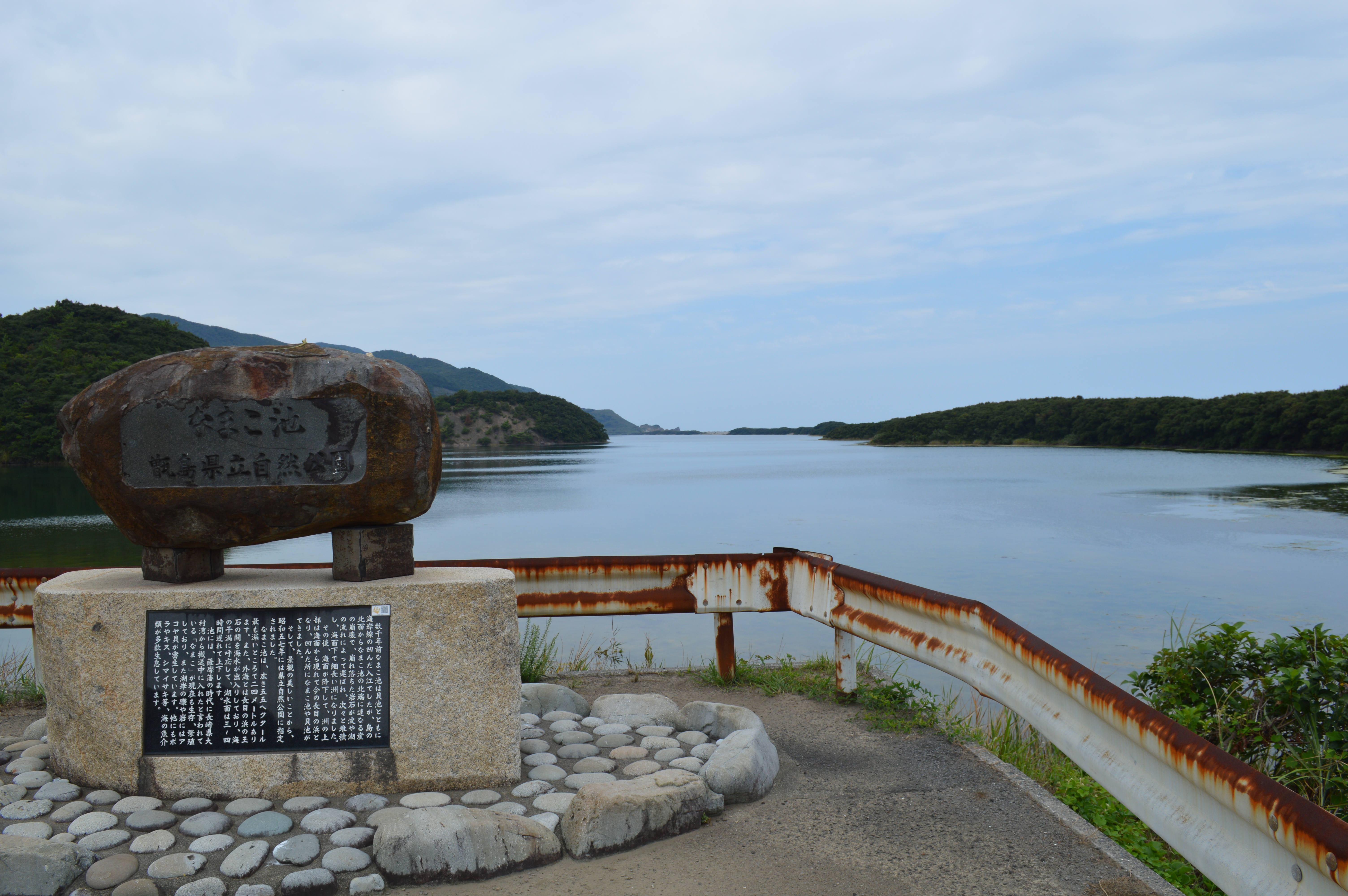
なまこ池（上甑）
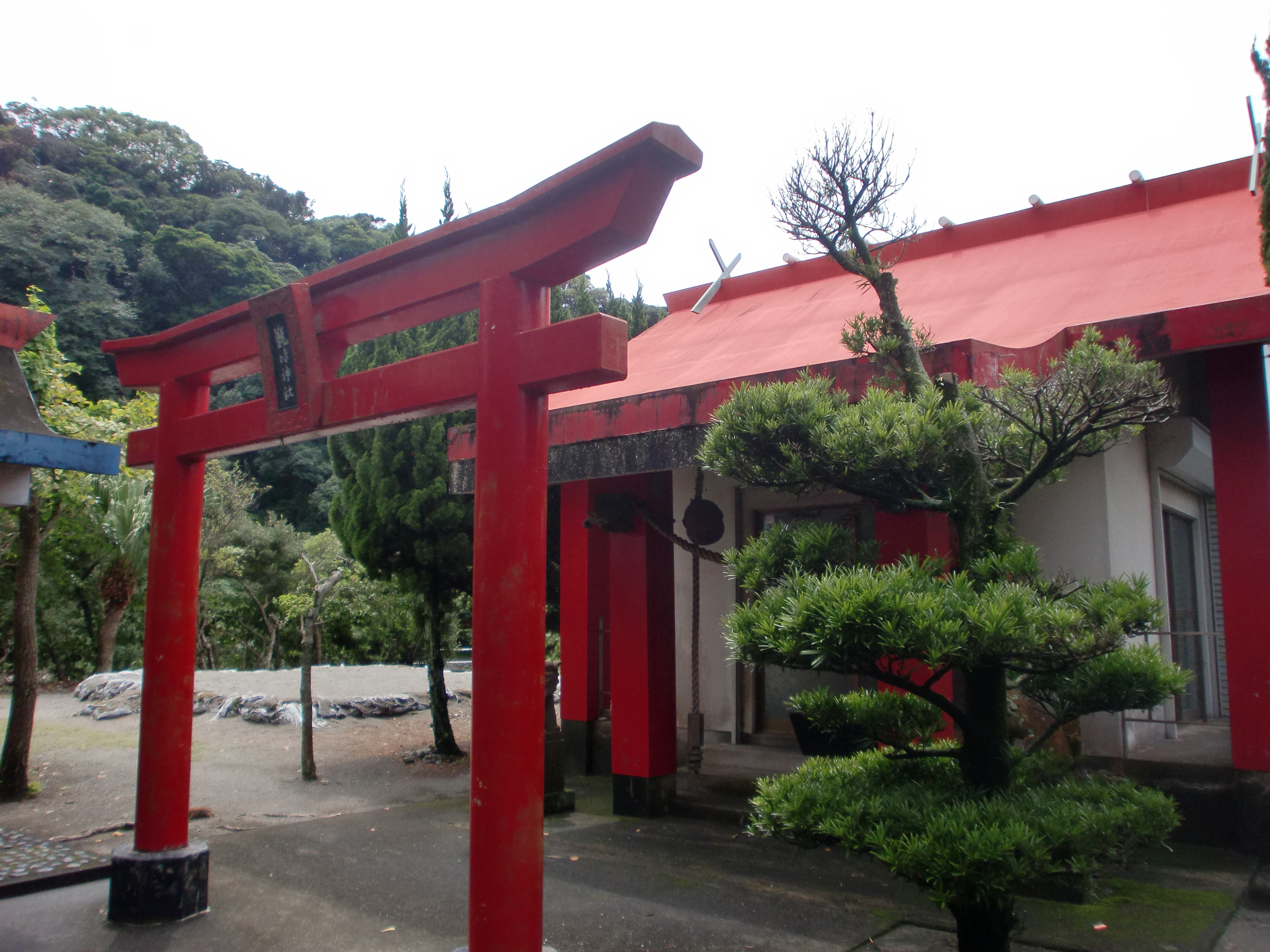
甑島神社（上甑）
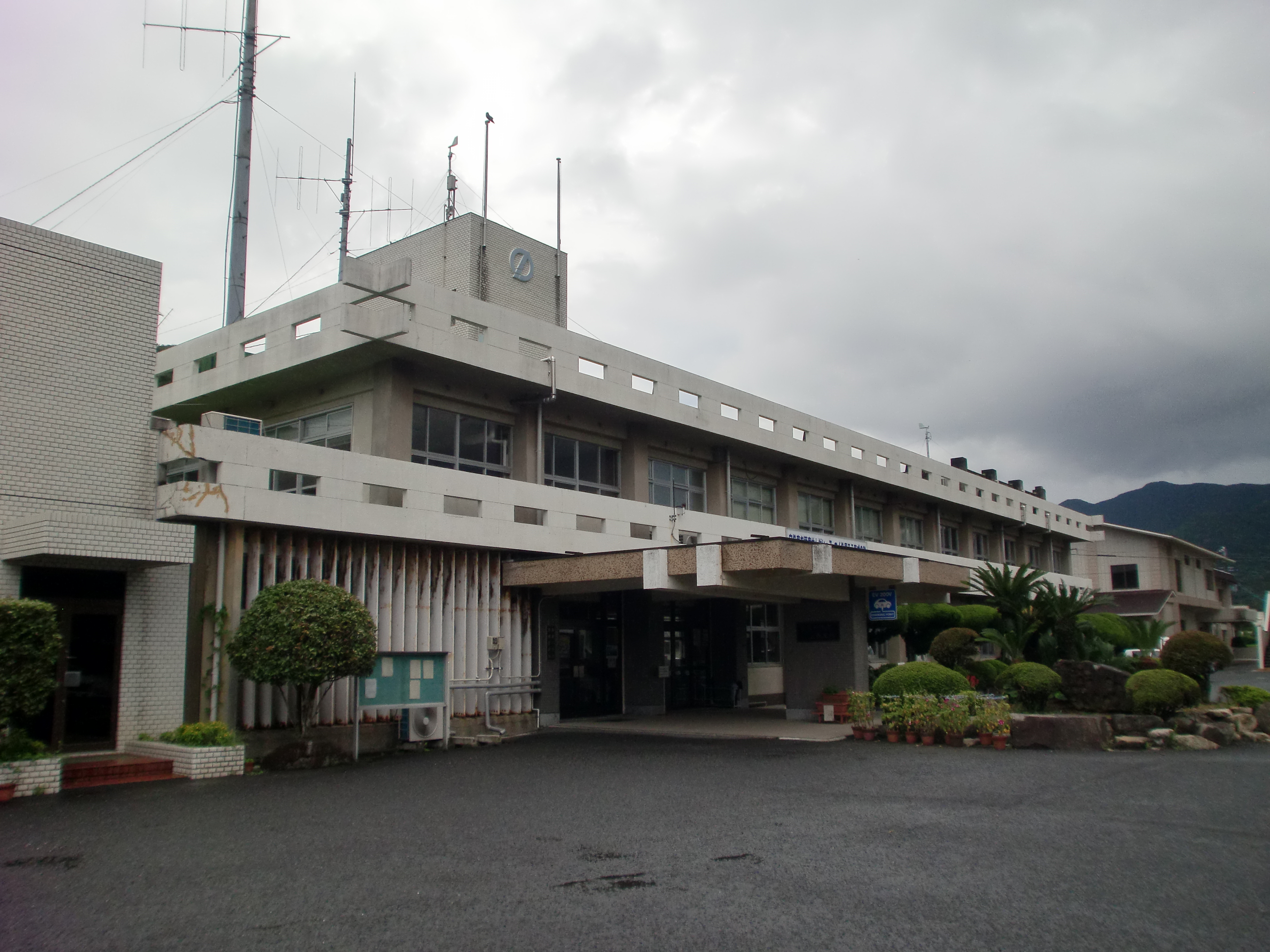
薩摩川内市役所上甑支所（上甑）
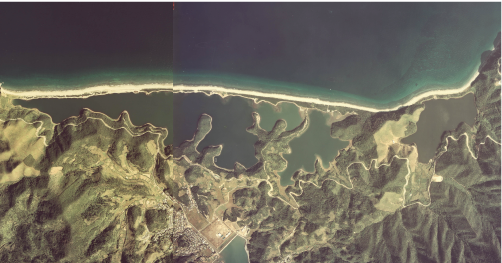
長目の浜の空中写真国土交通省 国土地理院 地図・空中写真閲覧サービスの空中写真を基に作成
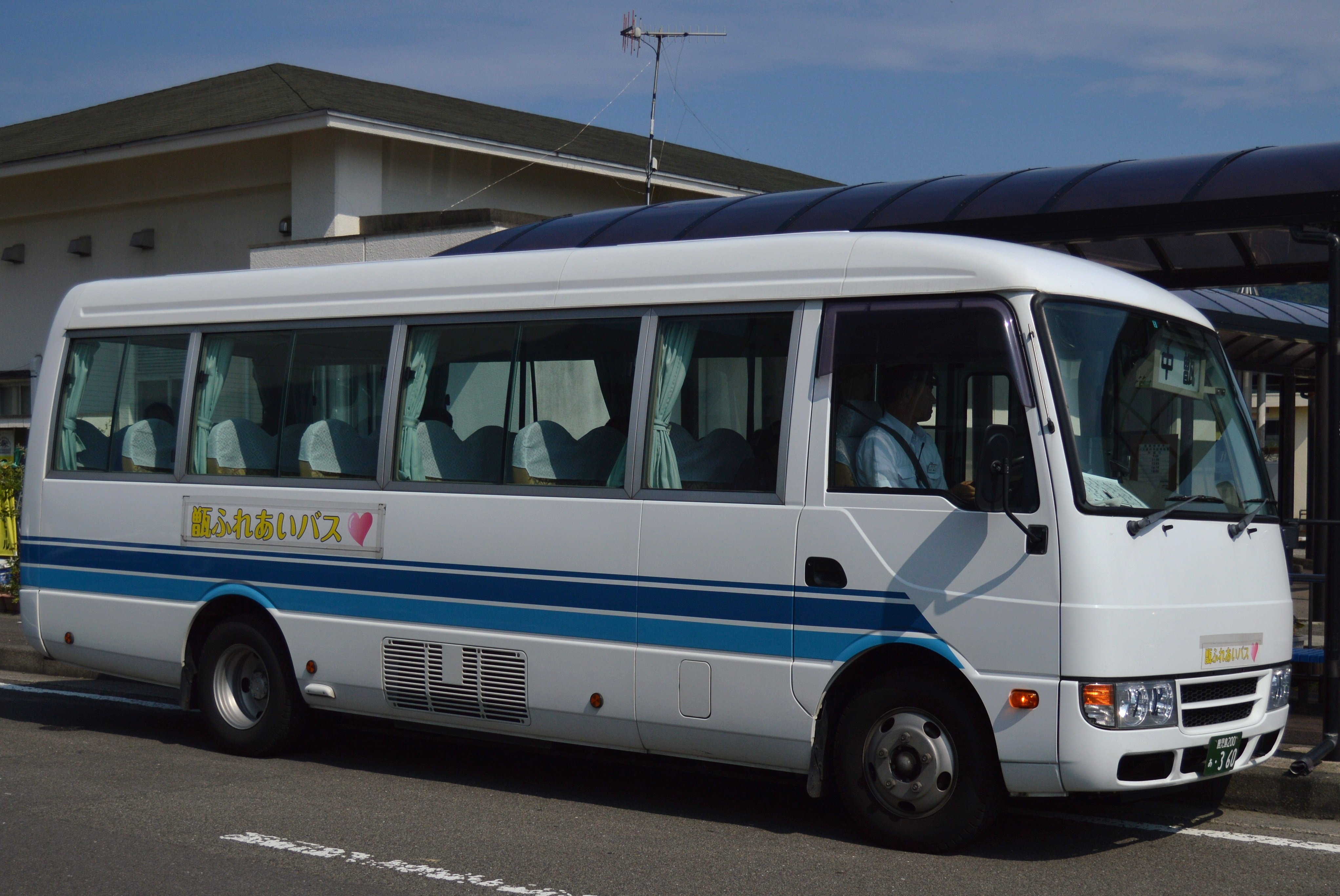
甑ふれあいバス
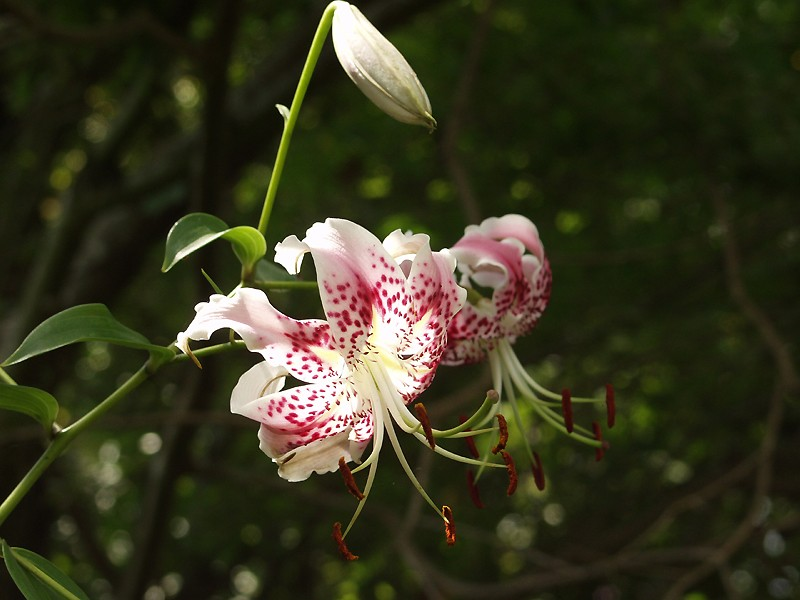
甑島列島に自生するカノコユリ
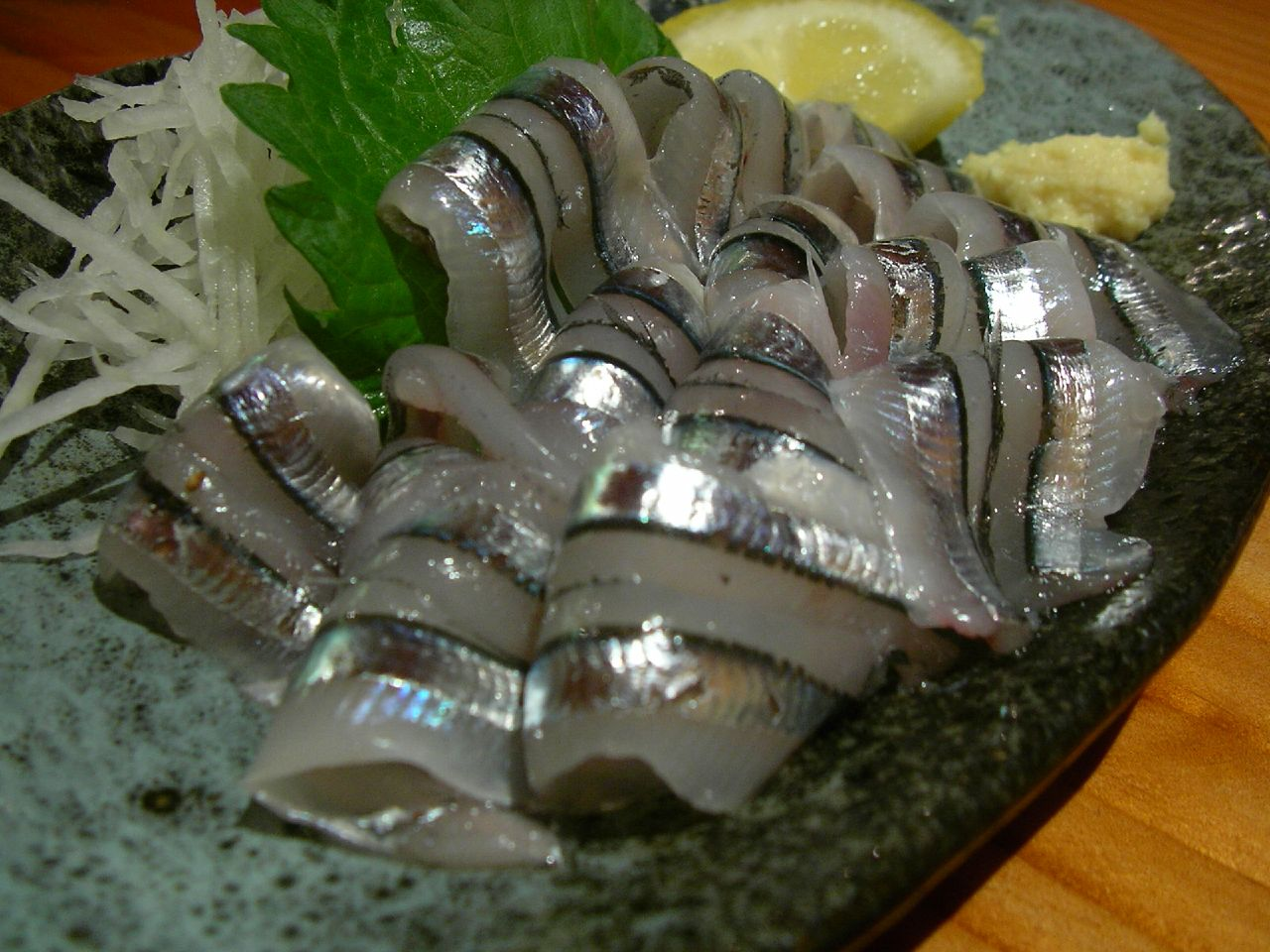
名物のキビナゴの刺身